# Danielle de Seriere
Danielle de Seriere (Cerritos, Californië) is een Amerikaans voetballer die in seizoen 2011/12 speelde voor FC Twente. De Seriere heeft een Nederlandse vader.

## Carrière
Van 2007 tot 2011 keepte De Seriere bij UC Irvine. Daar werd ze onder meer verkozen tot UC Irvine Scholar-Athlete. en Big West Goalkeeper of the Year. In de zomer van 2011 maakte ze de overstap naar haar vaderland en gaat bij landskampioen FC Twente spelen. In januari 2012 debuteerde ze voor de club. Aan het eind van het seizoen verliet ze FC Twente weer. Haar inbreng bleef beperkt tot één duel.

## Statistieken
| Seizoen         | Club            |                    | Competitie      | Competitie | Competitie | Beker | Beker | Internationaal | Internationaal | Overig | Overig | Totaal | Totaal |
| Seizoen         | Club            | Wed.               | Competitie      | Dlp.       | Wed.       | Dlp.  | Wed.  | Dlp.           | Wed.           | Dlp.   | Wed.   | Dlp.   |        |
| --------------- | --------------- | ------------------ | --------------- | ---------- | ---------- | ----- | ----- | -------------- | -------------- | ------ | ------ | ------ | ------ |
| 2011/12         | FC Twente       | Vlag van Nederland | Eredivisie      | 1          | 0          | 0     | 0     | 0              | 0              | -      | -      | 1      | 0      |
| Carrière totaal | Carrière totaal | Carrière totaal    | Carrière totaal | 1          | 0          | 0     | 0     | 0              | 0              | 0      | 0      | 1      | 0      |